# Ingonda (principessa)
Ingonda o Ingunda (in tedesco Ingund, in francese Ingonthe; 568 circa – Cartagine, 585 circa) è stata una principessa franca d'Austrasia, divenuta poi la moglie di Ermenegildo, erede al trono dei Visigoti.

## Origine
Era figlia del re dei Franchi dell'Austrasia, Sigeberto I, della dinastia merovingia, e di Brunechilde, la figlia secondogenita del re dei visigoti Atanagildo e di Gosvinta dei Balti (?-589), molto probabilmente, figlia del re Amalarico, ultimo sovrano della dinastia dei Balti. Galsuinda, regina dei Franchi di Neustria era la sorella di Brunechilde, quindi la zia di Ingunda. 

## Biografia
Ingunda crebbe alla corte dei Franchi di Austrasia, in un periodo caratterizzato dalla guerra fra suo padre e suo zio Chilperico. All'età di otto anni perse il padre, ucciso da sicari, e cadde nelle mani dello zio, che la fece confinare a Meaux. L'abilità della madre, Brunechilde (o Brunilde) le permise, infine, di tornare come principessa in Austrasia. Nel 579, raggiunta l'età minima richiesta per il matrimonio, dodici anni, sposò Ermenegildo, il figlio primogenito del re dei Visigoti Leovigildo e della sua prima consorte, Teodosia, la figlia del governatore bizantino della provincia Cartaginense. Il matrimonio è confermato anche dalle cronache del vescovo di Girona, Giovanni di Biclaro. Ermenegildo, così come il padre Leovigildo, erano di fede ariana, seguaci dei precetti del vescovo Ario mentre Ingunda era di fede cattolica, aderente ai dogmi del Concilio di Nicea.
Il matrimonio era stato voluto per consolidare l'alleanza tra Franchi e Visigoti, così come già avvenuto per i genitori d'Ingunda che pure erano l'uno franco e l'altra visigota. Vani furono i tentativi di convertirla all'Arianesimo, in particolare di Gosvinda che le era sia nonna (in quanto madre di Brunechilde) che suocera (rimasta vedova, aveva sposato, in seconde nozze, Leovigildo). Nonostante la nonna (e suocera) arrivasse, secondo Gregorio di Tours, a percuotere Ingunda, essa mantenne ferma la sua convinzione religiosa e, non solo Gregorio di Tours, ma anche Paolo Diacono, scrivono che, col tempo, riuscisse a convertire anche il marito.
Le tensioni a corte convinsero Leovigildo, nel 579, ad allontanare la coppia da Toledo; Ermenegildo venne nominato governatore della provincia di confine della Betica e la coppia si trasferì a Siviglia in Andalusia, allora capitale della Betica. 
Qui il marito si convertì definitivamente al cattolicesimo e venne battezzato dal vescovo Leandro. 
Subito dopo Ermenegildo si ribellò a Leovigildo. Ne nacque una guerra civile, tra padre e figlio, che avrà come esito la sconfitta di Ermenegildo (584) e la sua eliminazione (585). Ingunda, rimasta isolata cercò di ritornare nel regno dei Franchi, ma venne fatta prigioniera dai Bizantini che la inviarono a Costantinopoli insieme al figlioletto Atanagildo. Brunechilde tentò di salvarla, ma, nello stesso 585, Ingunda morì in Sicilia, durante il viaggio. Atanagildo arrivò sano e salvo alla meta e sarà allevato alla corte di Costantinopoli.

## Figli
Ingunda diede ad Ermenegildo un figlio:
- Atanagildo, che visse alla corte di Costantinopoli, sotto la protezione dell'imperatore Maurizio. Brunechilde chiese più volte, invano, che il bambino le fosse inviato in Gallia, ma è ignota la sua sorte. Altre fonti (le tavole genealogiche di Luis de Salazar y Castro) invece scrivono che Maurizio gli diede in moglie una sua nipote, dalla quale ebbe un figlio, Ardabasto, che, tornato nella penisola iberica, generò il futuro re dei Visigoti Ervige e il Duca Pietro di Cantabria, antenato di tutti Re di Spagna fino a oggi.

## Ascendenza
|             |   |          | Genitori                   |  |  | Nonni |  |  | Bisnonni   |  |  | Trisnonni    |  |
|             |   |          |                            |  |  |       |  |  | Clodoveo I |  |  | Childerico I |  |
|             |   |          |                            |  |  |       |  |  | Clodoveo I |  |  | Childerico I |  |
|             |   | Basina   |                            |  |  |       |  |  | Clodoveo I |  |  |              |  |
| Clotario I  |   |          |                            |  |  |       |  |  | Clodoveo I |  |  |              |  |
|             |   | Clotilde | Chilperico II dei Burgundi |  |  |       |  |  |            |  |  |              |  |
|             |   | Clotilde | Chilperico II dei Burgundi |  |  |       |  |  |            |  |  |              |  |
|             |   | Clotilde | …                          |  |  |       |  |  |            |  |  |              |  |
| Sigeberto I |   | Clotilde |                            |  |  |       |  |  |            |  |  |              |  |
|             |   | …        | …                          |  |  |       |  |  |            |  |  |              |  |
|             |   | …        | …                          |  |  |       |  |  |            |  |  |              |  |
|             |   | …        | …                          |  |  |       |  |  |            |  |  |              |  |
| Ingonda     |   | …        |                            |  |  |       |  |  |            |  |  |              |  |
|             |   | …        | …                          |  |  |       |  |  |            |  |  |              |  |
|             |   | …        | …                          |  |  |       |  |  |            |  |  |              |  |
|             |   | …        | …                          |  |  |       |  |  |            |  |  |              |  |
| Ingonda     |   | …        |                            |  |  |       |  |  |            |  |  |              |  |
|             | … | …        |                            |  |  |       |  |  |            |  |  |              |  |
|             | … | …        |                            |  |  |       |  |  |            |  |  |              |  |
|             | … | …        |                            |  |  |       |  |  |            |  |  |              |  |
| Atanagildo  | … |          |                            |  |  |       |  |  |            |  |  |              |  |
|             |   | …        | …                          |  |  |       |  |  |            |  |  |              |  |
|             |   | …        | …                          |  |  |       |  |  |            |  |  |              |  |
|             |   | …        | …                          |  |  |       |  |  |            |  |  |              |  |
| Brunechilde |   | …        |                            |  |  |       |  |  |            |  |  |              |  |
|             |   | …        | …                          |  |  |       |  |  |            |  |  |              |  |
|             |   | …        | …                          |  |  |       |  |  |            |  |  |              |  |
|             |   | …        | …                          |  |  |       |  |  |            |  |  |              |  |
| Gosvinta    |   | …        |                            |  |  |       |  |  |            |  |  |              |  |
|             |   | …        | …                          |  |  |       |  |  |            |  |  |              |  |
|             |   | …        | …                          |  |  |       |  |  |            |  |  |              |  |
|             |   | …        | …                          |  |  |       |  |  |            |  |  |              |  |
|             |   | …        |                            |  |  |       |  |  |            |  |  |              |  |

### Fonti primarie
- (LA)  Gregorio di Tours, Historia Francorum Testo disponibile su Wikisource.
- (LA)  Paolo Diacono, Historia Langobardorum Testo disponibile su Wikisource[collegamento interrotto].
- (LA)  Giovanni di Biclaro, Chronicon Testo disponibile su Wikisource.

### Letteratura storiografica
- Rafael Altamira, La Spagna sotto i visigoti, in Storia del mondo medievale, Cambridge, Cambridge University Press, 1999,  pp. 743-779.
- L.M. Hartmann e W.H. Hutton, L'Italia e l'Africa imperiali: amministrazione. Gregorio Magno, in Storia del mondo medievale, Cambridge, Cambridge University Press, 1999,  pp. 810-853.
- Alberto Magnani, Brunilde regina dei Franchi, Milano, 2006,  pp. 48-49 e 68-70.
- Yolanda Godov, Gosvinta la visigota, Milano, 2005.